# Щедрость
Щедрость — добродетель, связанная со способностью оказывать бескорыстную помощь другим, антоним скупости и скаредности. Часто щедрость проявляется в подарках и неразрывно связана с благотворительностью.

## В этике Аристотеля
Впервые осмыслена в философии Аристотеля как добродетельная и благоразумная середина между пороками скупости и расточительности. Перечислена в ряду 11 этических добродетелей. Основой для данной добродетели являются частная собственность и достаток. С точки зрения Аристотеля щедрость не могла бы проявить себя в идеальном государстве Платона, поскольку там отсутствует частная собственность. Щедрость как свойство состоятельного и свободного человека (liberalitas) сохраняется и в философии Фомы Аквинского. Щедрость Фомы также как и у Аристотеля представляет собой середину между алчностью (avaritia) и расточительством (prodigalitas).

## Религиозная добродетель
В религии — «щедрость» (лат. miserator; греч. οικτίρμων), является свойством Бога, неоднократно упоминаемая в церковнославянском и синодальном переводе Псалмов Давида. Как добродетель описывается щедрость и в Новом Завете у апостола Павла (2Кор. 9:6). Эпитет «щедрый» (араб. الكريم‎; карим) упоминается среди 99 имён Аллаха. В индуистско-буддийской философии — аналогом «щедрости» является санскритский термин дана.

## Славянский смысл
В славянских странах щедрость связана достатком, избытком и умением делиться. Особенностью славянского смысла щедрости является тот факт, что этим словом могут переводиться различные иностранные слова, означающие зажиточность, милосердие, благодарность, платёжеспособность и даже свободу. В быту и фольклоре славянских народов существует целый ряд слов, производных от щедрости: Щедрование, Щедрый вечер, Щедрик. Этимологически щедрость сближается с глаголом щадить, т. е. проявлять милосердие. Одно из ранних упоминаний щедрости содержится в славянских переводах Псалтыри, относящихся к IX веку. Анатолий Вассерман отнёс щедрость к числу духовных скреп русского народа.